# Kleopas Giannou
Kleopas Giannou (in greco: Κλέοπας Γιάννου; Peristeri, 4 maggio 1982) è un ex calciatore greco, di ruolo portiere.

## Carriera

### Club
Giannou effettuò tutta la trafila nelle giovanili dell'Olympiakos, arrivando a debuttare in prima squadra il 4 gennaio 2002, ma rimase principalmente una riserva nel club. Comunque, nonostante l'inizio del campionato 2003-2004 lo vide come quarta scelta per il suo ruolo, la combinazione composta dall'infortunio di Fanīs Katergiannakīs, la partenza di Dimitrios Eleftheropoulos e la scarsa forma fisica di Juraj Buček, gli permise di totalizzare a fine stagione 12 presenze.
L'Olympiakos fu sconfitto in stagione dal Panathinaikos, che si aggiudicò il titolo nazionale. In estate, l'arrivo di Antōnīs Nikopolidīs (proprio dal Panathinaikos), che rispedì nuovamente Giannou in panchina: disputò, infatti, un solo incontro di campionato, a causa di una squalifica rimediata da Nikopolidis, e tre in Coppa di Grecia.
Nella stagione seguente poté effettuare il debutto nella Champions League, per l'edizione 2005-2006: venne infatti schierato in campo in una sfida della fase a gironi contro i francesi dell'Olympique Lyonnais.
Nell'estate 2006 fu ceduto in prestito all'Egaleo, militante nella massima divisione greca, e con cui ha collezionò 11 presenze in campionato. Rientrato alla base, raggiunse la rescissione consensuale del contratto con l'Olympiakos. Sostenne un provino con il Cardiff City, club della Football League Championship, ma i gallesi non gli offrirono un contratto. Si accordò così con l'AEL Limassol, squadra cipriota. Nel gennaio successivo tornò in patria, al Paniónios, con la formula del prestito e giocò due gare per la squadra.

### Nazionale
Giannou giocò per la Grecia under 21, debuttando in gare ufficiali in data 10 ottobre 2003, contro l'Irlanda del Nord under 21 (partita che si concluse con la sconfitta della sua selezione per uno a zero). Fece parte della rosa che partecipò alla XXVIII Olimpiade.

## Palmarès

### Giocatore

#### Club

##### Competizioni nazionali
- Campionato greco: 6

Olympiakos: 1999-2000, 2000-2001, 2001-2002, 2002-2003, 2004-2005, 2005-2006
- Coppa di Grecia: 2

Olympiakos: 2004-2005, 2005-2006